# Confrontos entre Flamengo e Grêmio no Futebol
Os confrontos entre Flamengo e Grêmio constituem um grande clássico interestadual do futebol brasileiro. As equipes disputaram duas finais nacionais, com um título pra cada, e várias partidas de mata-mata em competições nacionais e internacionais.

## História
O primeiro jogo entre entre os dois clubes aconteceu em 9 de setembro de 1937, no Estádio da Baixada, em Porto Alegre, e terminou empatado em 1 a 1.
Flamengo e Grêmio possuem diversos confrontos importantes ao longo dos anos. A primeira final entres as duas equipes se deu na decisão do Campeonato Brasileiro de 1982, onde, após um empate no Maracanã e outro empate no Estádio Olímpico, foi realizada uma nova partida desempate, com o Flamengo sagrando-se campeão com uma vitória por 1 a 0 em Porto Alegre.
Os dois times voltaram a se enfrentaram, desta vez no triangular semifinal da Copa Libertadores da América de 1984 - na época, os finalistas era definidos em dois grupos de três equipes onde todos jogavam contra todos. Grêmio e Flamengo eram os dois últimos campeões brasileiros do torneio, com o rubro-negro tendo vencido em 1981 e os tricolores sendo os então campeões após vencer em 1983. Enquanto no jogo de Porto Alegre o Grêmio goleou por 5 a 1, o Flamengo fez 3 a 1 nos gremistas no Rio de Janeiro, e ambos venceram seus respectivos jogos contra a terceira equipe, que era a venezuelana Universidad de Los Andes. Assim, ao final, Flamengo e Grêmio estavam empatados em pontos, obrigando a disputar um jogo de desempate, que foi realizado em São Paulo. O Grêmio dependia de um empate para avançar para a final e a partida terminou pelo placar de 0 a 0. Os gaúchos acabariam perdendo a final, enquanto esta foi a última semifinal de Libertadores do Flamengo até 2019.
O Grêmio voltaria a eliminar o Flamengo nas três semifinais da Copa do Brasil seguintes: em 1989, o Grêmio goleou os flamenguistas pelo placar de 6 a 1 na partida de volta no Estádio Olímpico após um empate por 2 a 2 no Maracanã. Já em 1993, o jogo de ida no Maracanã teve vitória do Flamengo por 4 a 3, enquanto o jogo de volta em Porto Alegre terminou com vitória do Grêmio por 1 a 0. Já em 1995, vitória gremista por 1 a 0 em Porto Alegre, na ida, e rubro-negra no Rio de Janeiro por 2 a 1, na volta. Tanto em 1993 quanto em 1995, o Grêmio se classificou por ter marcado mais gols como visitante.
Na Copa do Brasil de 1997, os times se encontraram mais uma vez, mas agora na final - a segunda final entre cariocas e gaúchos. A primeira partida no Estádio Olímpico terminou empatada por 0 a 0. Na segunda partida, disputada no Maracanã, um novo empate, desta vez por 2 a 2. Por marcar dois gols fora de casa, a equipe gremista conquistou o título pela terceira vez.
Dois anos depois, em 1999, na mesma Copa do Brasil, as duas equipes voltaram se enfrentar. Desta vez a classificação foi rubro-negra após a vitória do Flamengo por 2 a 1 no primeiro jogo no Estádio Olímpico e um empate de 2 a 2 no Maracanã, sendo o primeiro triunfo flamenguista contra o tricolor gaúcho em mata-mata da Copa do Brasil, quebrando uma sequência de eliminações para o Grêmio na competição que vinha desde os anos 1980.
Em 2001, os times se enfrentaram na extinta Copa Mercosul, valendo a classificação para a final do torneio. Depois de dois empates - 2 a 2 no Maracanã e 0 a 0 no Olímpico - a vaga foi decidida nos pênaltis, com classificação do Flamengo por 4 a 2.
Em 2004, as equipes se enfrentaram em mais um mata-mata na Copa do Brasil. A classificação rubro-negra para a fase seguinte veio após vitória por 1 a 0 em Porto Alegre e um empate sem gols no Maracanã. Em 2018, após 14 anos do último encontro em mata-mata, os times disputaram a classificação para a próxima fase da Copa do Brasil mais uma vez, com nova vitória e classificação do Flamengo no Maracanã por 1 a 0, após um empate por 1 a 1 na Arena do Grêmio.
Assim como em 1984, na Copa Libertadores de 2019 os dois times chegaram a fase semifinal, mas dessa vez em duas partidas onde apenas um chegaria a final do torneio. O Grêmio tinha chegado a terceira semifinal consecutiva da Libertadores, tendo sido o campeão em 2017. Já o Flamengo não chegava as semis desde 1984, quando o próprio Grêmio tinha eliminado os rubro-negros. No primeiro jogo, na Arena do Grêmio, um empate em 1 a 1 deixou a decisão para o jogo no Maracanã, onde o Flamengo aplicou um sonoro 5 a 0 nos gremistas, passando a final pela primeira vez desde 1981. A classificação rubro-negra marcaria a quinta eliminação seguida do Grêmio contra o Flamengo em competições de mata-mata, tendo o ultimo triunfo gremista sido na final da Copa do Brasil em 1997.
Em 2021, as equipes voltaram a se enfrentar em mais um mata-mata válido pelas quartas de final na Copa do Brasil, e no primeiro jogo em Porto Alegre o Flamengo venceu por 4x0.
Os 2 são considerados dos clubes mais copeiros do Brasil e ao longo da história enfrentamento que mais vezes se repetiu em series ou partidas de eliminações diretqs entre dois clubes brasileiros, com um total de 15 duelos mata mata decisivos entre Gremio e Flamengo, aonde os cariocas levam vantagem tendo ganho 9 contra 6 dos gaúchos

### Campeonato Brasileiro
Pelo Campeonato Brasileiro foram 77 jogos, com 31 vitórias do Grêmio, 24 do Flamengo e 22 empates, a equipe gremista marcou 96 gols, enquanto os flamenguistas marcaram 86 gols.

### Copa do Brasil
Pela Copa do Brasil foram 19 jogos, com 3 vitórias do Grêmio, 9 do Flamengo e 6 empates, a equipe gremista marcou 20 gols, enquanto os flamenguistas marcaram 27 gols.

## Partidas decisivas
Finais
- Em 1982, o Flamengo conquistou o Campeonato Brasileiro sobre o Grêmio.
- Em 1997, o Grêmio conquistou a Copa do Brasil sobre o Flamengo.

Mata-matas em competições da CBD/CBF
- Em 1988, o Grêmio eliminou o Flamengo nas quartas de final do Campeonato Brasileiro.
- Em 1989, o Grêmio eliminou o Flamengo na semifinal do Copa do Brasil. (o clube se consagraria campeão dessa edição)
- Em 1993, o Grêmio eliminou o Flamengo na semifinal do Copa do Brasil.
- Em 1995, o Grêmio eliminou o Flamengo na semifinal do Copa do Brasil.
- Em 1999, o Flamengo eliminou o Grêmio nas oitavas de final da Copa do Brasil.
- Em 2004, o Flamengo eliminou o Grêmio nas quartas de final da Copa do Brasil.
- Em 2018, o Flamengo eliminou o Grêmio nas quartas de final da Copa do Brasil.
- Em 2021, o Flamengo eliminou o Grêmio nas quartas de final da Copa do Brasil.
- Em 2023, o Flamengo eliminou o Grêmio nas semifinais da Copa do Brasil.

Em competições da Conmebol
- Em 1984, o Grêmio eliminou o Flamengo no jogo de desempate do triangular semifinal da Copa Libertadores da América.
- Em 1992, o Flamengo eliminou o Grêmio nas oitavas de final da Supercopa Libertadores.
- Em 2001, o Flamengo eliminou o Grêmio na semifinal da Copa Mercosul.
- Em 2019, o Flamengo eliminou o Grêmio na semifinal da Copa Libertadores da América. (o clube se consagraria campeão dessa edição)

## Maiores goleadas
Essas são as maiores goleadas aplicadas por cada lado:
- a favor do Flamengo

Copa Libertadores de 2019
| 23 de outubro de 2019 | Flamengo                                               | 5 – 0 | Grêmio | Maracanã                        |
|                       | Gabigol (2), Bruno Henrique, Pablo Marí e Rodrigo Caio |       |        | Árbitro: Patrício Loustau (ARG) |

Campeonato Brasileiro de 1976
| 24 de novembro de 1976 | Flamengo            | 5 – 1 | Grêmio  | Maracanã                                 |
|                        | Luisinho (4) e Zico |       | Tarciso | Árbitro: Emídio Marques de Mesquita (SP) |

- a favor do Grêmio

Copa do Brasil de 1989
| 19 de agosto de 1989 | Grêmio                                    | 6 – 1 | Flamengo       | Estádio Olímpico                             |
|                      | Cuca (2), Paulo Egídio (2), Almir e Assis |       | Renato Carioca | Árbitro: Ulisses Tavares da Silva Filho (SP) |

Amistoso
| 9 de junho de 1949 | Grêmio                                 | 5 – 1 | Flamengo    | Estádio da Montanha        |
|                    | Hermes, Detefon (2), Álvaro e Teotônio |       | Esquerdinha | Árbitro: Mário Vianna (RJ) |

Copa Libertadores de 1984
| 26 de junho de 1984 | Grêmio                                           | 5 – 1 | Flamengo | Estádio Olímpico                |
|                     | Osvaldo Vital (2), Caio, Renato Gaúcho e Tarciso |       | Tita     | Árbitro: Luís Carlos Félix (RJ) |

## Maiores públicos
no Rio de Janeiro
1. Flamengo 1 a 1 Grêmio, 138.107, 18 de abril de 1982, Maracanã
2. Flamengo 2 a 2 Grêmio, 95.125, 22 de maio de 1997, Maracanã
3. Flamengo 2 a 1 Grêmio, 78.639, 6 de dezembro de 2009, Maracanã
4. Flamengo 5 a 0 Grêmio, 69.981 23 de outubro de 2019, Maracanã

no Rio Grande do Sul
1. Grêmio 0 a 0 Flamengo, 96.238, 21 de abril de 1982, Estádio Olímpico
2. Grêmio 0 a 1 Flamengo, 62.256, 25 de abril de 1982, Estádio Olímpico
3. Grêmio 1 a 0 Flamengo, 58.205, 31 de maio de 1995, Estádio Olímpico
4. Grêmio 0 a 0 Flamengo, 53.842, 28 de janeiro de 1989, Estádio Olímpico